# Sint Maarten (Países Baixos)
Para Sint Maarten nas Antilhas Neerlandesas, ver Sint Maarten.
Sint Maarten (52° 46′ N, 4° 45′ L) é uma cidade dos Países Baixos, na província de Holanda do Norte. Sint Maarten (Países Baixos) pertence ao município de Schagen, e está situada a 13 km, a norte de Heerhugowaard.
Em 2001, a cidade de Sint Maarten tinha 796 habitantes. A área urbana da cidade é de 0.20 km², e tem 315 residências.
A área de Sint Maarten, que também inclui as partes periféricas da cidade, bem como a zona rural circundante, tem uma população estimada em 940 habitantes.